# Корзухіна Галі Федорівна
Галі Федорівна Корзухина (4 (17) січня 1906, Санкт-Петербург, Російська імперія — 29 серпня 1974, Ленінград
, СРСР) — радянська вчена, археолог, фахівець з матеріальної культури і художніх ремесел, кандидат історичних наук.

## Життєпис
Народилася в сім'ї архітектора Федора Олексійовича Корзухіна (1875—1941/1942), внучка художника Олексія Івановича Корзухіна (1835—1894). 1923 року закінчує школу і стає студенткою Петроградського університету (пізніше став Ленінградським державним університетом). 1926 року закінчила факультет мовознавства та матеріальної культури Ленінградського університету. Під час навчання познайомилася з майбутнім своїм чоловіком і істориком Миколою Миколайовичем Вороніним, який навчався у тому ж університеті. Також там тоді вчилися Б. Б. Піотровський, В. Ф. Гайдукевич, О. О. Ієссен.
Від кінця 1926 до 1930 року проходила аспірантуру в Державній академії історії матеріальної культури під керівництвом архітектора і професора К. К. Романова. Тоді ж вона була його асистенткою і викладала в Державному інституті історії мистецтв. Там само проходили аспірантуру М. І. Артамонов, С. М. Замятнін, П. М. Шульц. Протягом 1930-х років працювала архівісткою, спочатку в Ленінградському обласному архівному управлінні, а потім у Державній академії історії матеріальної культури.
Протягом 1935—1938 років працювала старшою науковою співробітницею і зберігачкою фонду прикладного мистецтва Державного Російського музею. У 1938—1941 роках знову працювала в Державній академії історії матеріальної культури. Під час німецько-радянської війни разом з сином Миколою перебувала в евакуації у Свердловську.
1941 року входила до авторського колективу чотиритомної історії Києва, яка не була завершена.
1945 року вона захистила кандидатську дисертацію під назвою «Російські скарби IX—XIII ст.», яка потім була перероблена на монографію і видана 1954 року. В період від 1945 до 1972 року працювала в Інституті історії матеріальної культури, де була протягом 1964—1967 років завідувачкою Рукописного архіву. Була керівницею Торопецької (1960—1961) і Староладозької (1968) експедицій.
Похована в Москві на Хованському кладовищі.

## Родина
- дід — художник Олексій Іванович Корзухін (1835—1894).
- батько — архітектор Федір Олексійович Корзухін (1875—1941/1942).
- чоловік — історик Микола Миколайович Воронін (1904—1976).
- син Микола Миколайович Воронін (нар. 1934), живе в Москві.

## Основні роботи

### Монографії
- Корзухина Г. Ф. Древнерусские энколпионы. Нагрудные кресты-реликварии XI—XIII вв. / Подготовка к печати и каталог А. А. Песковой; Труды ИИМК РАН. Т. 7; Archaeologica Petropolitana 14. — СПб.: Петербургское востоковедение, 2003. — 432 с.
- Корзухина Г. Ф. Предметы убора с выемчатыми эмалями V — первой половины VI в. н. э. в Среднем Поднепровье / Археология СССР. Свод археологических источников. Е 1-43. — Л.: Наука, 1978. — 124 с.
- Корзухина Г. Ф. Русские клады IX—XIII вв. — М.; Л.: Академия наук СССР, 1954. — 158 с.

### Статті
- Корзухина Г. Ф. Еще раз о Тмутараканском болване // Культура средневековой Руси. — Л., 1974. — С. 25—29.
- Корзухина Г. Ф. Из истории древнерусского оружия XI века // Советская археология. — 1950. — Т. XIII. — С. 63—94.
- Корзухина Г. Ф. Из истории игр на Руси (О шашках по археологическим данным) // Советская археология. — 1963. — № 4. — С. 85—102.
- Корзухина Г. Ф. К истории Среднего Поднепровья в середине I тысячелетия н. э. // Советская археология. — 1955. — Т. XXII. — С. 61—82.
- Корзухина Г. Ф. К реконструкции Десятинной церкви // Советская археология. — 1957. — № 2. — С. 78—90.
- Корзухина Г. Ф. Киевские ювелиры накануне монгольского завоевания // Советская археология. — 1950. — Т. XIV. — С. 217—244.
- Корзухина Г. Ф. Клады и случайные находки круга «древностей антов» в Среднем Поднепровье: Каталог памятников // Материалы по археологии, истории, этнографии Таврии. — Симферополь, 1996. — Вып. V. С. 352—435.
- Корзухина Г. Ф. Ладожский топорик // Культура древней Руси. — М., 1966. — С. 89—96.
- Корзухина Г. Ф. Находка на Рюриковом городище под Новгородом // Краткие сообщения о докладах и полевых исследованиях Института археологии. — 1965. — Вып. 104. — С. 45—46.
- Корзухина Г. Ф. Некоторые находки бронзолитейного дела в Ладоге // Краткие сообщения о докладах и полевых исследованиях Института археологии. — 1973. — Вып. 135. — С. 35—40.
- Корзухина Г. Ф. Новые данные о раскопках В. В. Хвойко на усадьбе Петровского в Киеве // Советская археология. — 1956. — Т. XXV. — С. 318—337.
- Корзухина Г. Ф. Новые находки скандинавских вещей близ Торопца // Скандинавский сборник. — Таллин, 1964. — Вып. 8. — С. 298—314.
- Корзухина Г. Ф. О времени появления укрепленного поселения в Ладоге (по археологическим данным) // Советская археология. — 1961. — № 3. — С. 76—84.
- Корзухина Г. Ф. О гнездовской амфоре и ее надписи // Исследования по археологии СССР. Сборник статей в честь проф. М. И. Артамонова. — Л., 1961. — С. 226—230.
- Корзухина Г. Ф. О некоторых находках в древнем Торопце // Краткие сообщения о докладах и полевых исследованиях Института археологии. — 1962. — Вып. 87. — С. 100—101.
- Корзухина Г. Ф. О некоторых ошибочных положениях в интерпретации материалов Старой Ладоги // Скандинавский сборник. — Таллин, 1971. — Вып. 16. — С. 123—133.
- Корзухина Г. Ф. О памятниках «корсунского дела» на Руси (по материалам медного литья) // Византийский временник. — 1958. — Т. XIV. — С. 129—137.
- Корзухина Г. Ф. О технике тиснения и перегородчатой эмали в древней Руси X—XII вв. // Краткие сообщения о докладах и полевых исследованиях Института истории материальной культуры. — 1946. — Вып. 13. — С. 45—54.
- Корзухина Г. Ф. Об Одине и кресалах Прикамья // Средневековая Русь. — М., 1976. — С. 135—140.
- Корзухина Г. Ф. Путь Абу Хамида ал-Гарнати из Булгара в Венгрию // Проблемы археологии. Вып. 2. Сборник статей в честь проф. М. И. Артамонова. — Л., 1978. — С. 187—194.
- Корзухина Г. Ф. Раскопки на урочище Плакун близ Старой Ладоги // Археологические открытия 1968. — 1969. — С. 16—17.
- Корзухина Г. Ф. Русские клады в зарубежных собраниях // Краткие сообщения о докладах и полевых исследованиях Института археологии. — 1972. — Вып. 129. — С. 24—30.
- Корзухина Г. Ф. Серебряная чаша из Киева с надписями XII в. // Советская археология. — 1951. — Т. XV. — С. 64—81.
- Корзухина Г. Ф., Давидан О. И. Курган в урочище Плакун близ Ладоги // Краткие сообщения о докладах и полевых исследованиях Института археологии. — 1971. — Вып. 125. — С. 59—64.